# メリンダ・クラーク
メリンダ・クラーク（Melinda Patrice Clarke、1969年4月24日生まれ）は、アメリカ合衆国の女優。ミンディ・クラークと表記されることもある。
ソープオペラ『デイズ・オブ・アワ・ライブス』のフェイス・テイラー役、テレビドラマ『The O.C.』のジュリー・クーパー役、『CSI:科学捜査班』のレディ・ヘザー役、『NIKITA / ニキータ』のアマンダ役などで知られる。

## 来歴
カリフォルニア州デイナポイントで、バレエダンサーのパトリシア・ルイスと、俳優のジョン・クラークとの間に生まれた。
18歳の時、ロサンゼルスに引っ越し、その3日後、父が1965年から出演していた『デイズ・オブ・アワ・ライブス』のキャストとして採用されることが決まった。

## 女優歴
1989年から1990年にかけ、ソープオペラ『デイズ・オブ・アワ・ライブス』にフェイス・テイラー役で出演。テレビドラマ『S.O.F.』（1997年 - 1999年）に両シーズンとも準レギュラー出演。
『The O.C.』（FOX系列、2003年 - 2007年）にはジュリー・クーパー役で出演。当初はゲスト出演扱いであったが、レギュラーに昇格した。
『ジーナ』（1995年 - 2001年）の主演オファーを断った5人の女優の1人だと言われるが、同作にはアマゾーンの族長ヴァレスカ役で2度ゲスト出演した。
その他、『ファイヤーフライ 宇宙大戦争』に売春宿の女将ナンディ役、『チャームド』にサイレン役、『REAPER デビルバスター』（The CW系列）に悪魔の恋人役、『ヴァンパイア・ダイアリーズ』（The CW系列）にケリー・ドノヴァン（マットの母）役で、それぞれゲスト出演。『CSI:科学捜査班』には、ドミナトリックスのレディ・ヘザー役で6度出演している。
『アントラージュ★オレたちのハリウッド』（HBO局）では、マルコム・マクダウェル演じるテランスというキャラクターと結婚しているという設定の架空の自分を演じた。 
『GALACTICA/ギャラクティカ』（SCI-FI局）の”ナンバー6”役のオーディションを受けたこともあるが、同役は最終的にトリシア・エルファーが射止めた。
『The O.C.』で共演したケリー・ローワン製作によるテレビ映画『She Drives Me Crazy』に出演した他、やはり『The O.C.』の原案者でショーランナーだったジョシュ・シュワルツ製作による『CHUCK/チャック』にもゲスト出演。
シットコム作品では、『となりのサインフェルド』の「The Muffin Tops」というエピソードにジェリーの恋人役でゲスト出演したことがある（毛のない物なら何でも好きという役柄）。
2010年以降は、スパイアクションドラマ『NIKITA / ニキータ』（The CW系列）に、アマンダ役でレギュラー出演している。なお、同番組のシーズン3における初登場は第4話である（2012年11月9日放送）。
声優としての仕事もしており、例えば『アニマトリックス: マトリキュレーテッド』のアレクサ役、『キング・オブ・ザ・ヒル』のCharlene役、『Mission Impossible: Operation Surma』（『ミッション:インポッシブルシリーズ』のテレビゲーム版）のSofia Ivanescu役、『アバター 伝説の少年アン』のMadame Macmu-Ling役がある。
ソプラノ歌手としてのプロ訓練も受けており、数本のミュージカルにも出演経験がある。
また、米国若手脚本家基金（en:Young Storytellers Foundation）には、女優としてボランティア参加している。
2021年4月より、『The O.C.』を振り返るポッドキャスト「Welcome To The OC, Bitches!」をレイチェル・ビルソンと共にはじめた。

## 私生活
ジョシュア（兄または弟）とハイジ（姉または妹）がいるが、ハイジの方は1994年に悪性の心臓腫瘍で亡くなった。
1997年6月28日、アーニー・ミリックとデイナポイントで挙式。2000年1月4日、娘のキャセリン・グレース・ミリックが誕生。その後、アーニーと別居。メリンダは現在、ロサンゼルスに娘とともに暮らしている。

## 出演作品
※太字は邦題、斜字は原題。
| 年   | 作品                                              | 役                       | 備考                                        |
| ---- | ------------------------------------------------- | ------------------------ | ------------------------------------------- |
| 1992 | キング・オブ・キックボクサー3 Out for Blood       | ローラ                   |                                             |
| 1992 | Hot Under the Collar                              | Monica                   |                                             |
| 1993 | Young Goodman Brown                               | Faith Brown              |                                             |
| 1993 | バタリアン リターンズ Return of the Living Dead 3 | ジュリー・ウォーカー     | ミンディ・クラークの名義で出演              |
| 1995 | トゥー・ムーン2 Return to Two Moon Junction       | サヴァンナ・デロングプレ |                                             |
| 1996 | 狼たちの街 Mulholland Falls                       | シガーレット・ガール     |                                             |
| 1996 | キラークィーン舌を巻く女 La lengua asesina        | キャンディ               |                                             |
| 1997 | Critics and Other Freaks                          | Mrs. M                   |                                             |
| 1997 | スポーン (映画) Spawn                             | ジェシカ・プリースト     |                                             |
| 2002 | .com for Murder                                   | Agent Williams           |                                             |
| 2002 | Cold Sweat                                        | Starring                 |                                             |
| 2003 | アニマトリックス The Animatrix                    | アレクサ（声）           | "アニマトリックス: マトリキュレーテッド" 編 |
| 2004 | Dynamite                                          | Beta                     |                                             |

| 年          | 作品                                                  | 役                               | 備考                                                      |
| ----------- | ----------------------------------------------------- | -------------------------------- | --------------------------------------------------------- |
| 1989 - 1990 | デイズ・オブ・アワ・ライブス Days of our Lives        | Faith Taylor                     | 合計17話に出演                                            |
| 1991        | Jake and the Fatman                                   | Angel Alexander                  | "Every Time We Say Goodbye" にゲスト出演                  |
| 1994        | The George Carlin Show                                | Christy                          | "George Helps Sydney" にゲスト出演                        |
| 1994        | Heaven Help Us                                        | Lexy Monroe                      | 合計10話に出演                                            |
| 1996        | Strange Luck                                          | Lola Vale                        | "Lightning Strikes" にゲスト出演                          |
| 1997        | Soldier of Fortune                                    | マーゴ・ヴィンセント             | テレビ映画                                                |
| 1997        | ジーナ Xena: Warrior Princess                         | Velasca                          | "The Quest" と "A Necessary Evil" にゲスト出演            |
| 1997        | となりのサインフェルド Seinfeld                       | Alex                             | "The Muffin Tops" にゲスト出演                            |
| 1997        | 刑事ナッシュ・ブリッジス Nash Bridges                 | Karen Decker                     | "Out of Chicago" にゲスト出演                             |
| 1997        | スライダーズ Sliders                                  | Allasandra                       | "This Slide of Paradise" にゲスト出演                     |
| 1997 - 1999 | S.O.F. Soldier of Fortune, Inc.                       | マーゴ・ヴィンセント             | 合計11話に出演                                            |
| 2000        | The Pretender                                         | Miss Eve                         | "Meltdown" にゲスト出演                                   |
| 2000        | 刑事ナッシュ・ブリッジス Nash Bridges                 | Insp. Abby Gordon                | "End Game" にゲスト出演                                   |
| 2001        | スタートレック:エンタープライズ Star Trek: Enterprise | Sarin                            | "Broken Bow: Part 2" にゲスト出演                         |
| 2001        | CSI:科学捜査班 CSI: Crime Scene Investigation         | レディ・ヘザー                   | "Slaves of Las Vegas" にゲスト出演                        |
| 2002        | First Monday                                          |                                  | "Pilot" にゲスト出演                                      |
| 2002        | チャームド 〜魔女3姉妹〜 Charmed                      | Siren                            | "Siren Song" にゲスト出演                                 |
| 2002        | エバーウッド 遥かなるコロラド Everwood                | Sally Keyes                      | "Till Death Do Us Part" にゲスト出演                      |
| 2002 - 2003 | The District                                          | Det. Olivia Cahill               | 合計5話に出演                                             |
| 2003        | Tremors                                               | Dr. Megan Flint                  | "Night of the Shriekers" にゲスト出演                     |
| 2003        | CSI:科学捜査班 CSI: Crime Scene Investigation         | レディ・ヘザー                   | "Lady Heather's Box" にゲスト出演                         |
| 2003        | ファイヤーフライ 宇宙大戦争 Firefly                   | Nandi                            | "Heart of Gold" にゲスト出演                              |
| 2003        | Mission: Impossible – Operation Surma                 | Sofia Ivanescu（声）             | テレビゲーム                                              |
| 2003 - 2007 | The O.C.                                              | ジュリー・クーパー               | 合計90話に出演                                            |
| 2005        | アントラージュ★オレたちのハリウッド Entourage         | メリンダ・クラーク（架空の自分） | "The Bat Mitzvah" にゲスト出演                            |
| 2006        | アントラージュ★オレたちのハリウッド Entourage         | メリンダ・クラーク（架空の自分） | Episode: "Strange Days"                                   |
| 2006        | Avatar: The Last Airbender                            | Madame Macmu-Ling（声）          | "The Tales of Ba Sing Se" にゲスト出演                    |
| 2006        | CSI:科学捜査班 CSI: Crime Scene Investigation         | レディ・ヘザー                   | "Pirates of the Third Reich" にゲスト出演                 |
| 2007        | CSI:科学捜査班 CSI: Crime Scene Investigation         | レディ・ヘザー                   | "The Good, the Bad, and the Dominatrix" にゲスト出演      |
| 2007        | She Drives Me Crazy                                   | Blithe Meacham                   | テレビ映画                                                |
| 2007        | REAPER デビルバスター Reaper                          | ミミ                             | "Ashes to Ashes" にゲスト出演                             |
| 2008        | キング・オブ・ザ・ヒル King of the Hill               | Charlene（声）                   | "Untitled Blake McCormick Project" にゲスト出演           |
| 2008        | CHUCK/チャック Chuck                                  | サシャ・バナチェック             | "Chuck Versus the Seduction" にゲスト出演                 |
| 2008        | CSI:科学捜査班 CSI: Crime Scene Investigation         | レディ・ヘザー                   | "Leave Out All the Rest" にゲスト出演                     |
| 2008        | 弁護士イーライのふしぎな日常 Eli Stone                | ドクター・リー                   | "Owner of a Lonely Heart" と "Two Ministers" にゲスト出演 |
| 2009        | 弁護士イーライのふしぎな日常 Eli Stone                | ドクター・リー                   | "Sonoma" にゲスト出演                                     |
| 2009        | アントラージュ★オレたちのハリウッド Entourage         | メリンダ・クラーク（架空の自分） | "Scared Straight" にゲスト出演                            |
| 2010        | ゴースト 〜天国からのささやき Ghost Whisperer         | Donna                            | "Old Sins Cast Long Shadows" にゲスト出演                 |
| 2010        | ヴァンパイア・ダイアリーズ The Vampire Diaries        | ケリー・ドノヴァン               | 合計4話に出演                                             |
| 2010 -      | NIKITA / ニキータ Nikita                              | アマンダ                         | レギュラー出演                                            |
| 2011        | CSI:科学捜査班 CSI: Crime Scene Investigation         | レディ・ヘザー                   | "Unleashed" にゲスト出演                                  |
| 2011        | アントラージュ★オレたちのハリウッド Entourage         | メリンダ・クラーク（架空の自分） | 合計3話に出演                                             |
| 2012        | Nikita: Codebreaker                                   | アマンダ                         | テレビゲーム                                              |
| 2016        | GOTHAM/ゴッサム                                       | グレース・ヴァン・ダール         | 合計2話に出演                                             |